# Pływanie na Letnich Igrzyskach Olimpijskich 1936 – 4 × 200 m stylem dowolnym mężczyzn
Sztafeta 4 × 200 m stylem dowolnym mężczyzn – jedna z konkurencji pływackich rozgrywanych podczas XI Igrzysk Olimpijskich w Berlinie. Eliminacje odbyły się 10 sierpnia, a finał 11 sierpnia 1936 roku.
Tytuł mistrzów olimpijskich z 1932 roku obronili reprezentanci Japonii. Sztafeta w składzie Masanori Yusa, Shigeo Sugiura, Masaharu Taguchi, Shigeo Arai w finale czasem 8:51,5 pobiła rekord świata, wyprzedzając Amerykanów o ponad 11 sekund. Brązowy medal zdobyła sztafeta węgierska, uzyskując czas 9:12,3. W konkurencji brali udział Polacy, którzy z powodu falstartu zostali zdyskwalifikowani.
Wcześniej, w eliminacjach, Japończycy ustanowili rekord olimpijski (8:56,1).

## Rekordy
Przed zawodami rekord świata i rekord olimpijski wyglądały następująco:
| Rekord            | Reprezentacja | Czas   | Miejsce     | Data             |       |
| ----------------- | --- | ------ | ----------- | ---------------- | ----- |
| Rekord świata     | Japonia · Masanori Yusa · Shozo Makino · Sunao Ishiharada · Hiroshi Negami                                          | 8:52,2 | Tokio       | 19 sierpnia 1935 |       |
| Rekord olimpijski | Japonia · Yasuji Miyazaki (2:14,1) · Masanori Yusa (2:14,7) · Hisakichi Toyoda (2:14,8) · Takashi Yokoyama (2:14,8) | 8:58,4 | Los Angeles | 9 sierpnia 1932  | [ 1 ] |

W trakcie zawodów ustanowiono następujące rekordy:
| Data        | Etap konkurencji | Reprezentacja                                                             | Czas   | Rekord |
| ----------- | ---------------- | ------------------------------------------------------------------------- | ------ | ------ |
| 10 sierpnia | eliminacje       | Japonia · Shigeo Arai · Shigeo Sugiura · Masanori Yusa · Masaharu Taguchi | 8:56,1 | OR     |
| 11 sierpnia | finał            | Japonia · Masanori Yusa · Shigeo Sugiura · Masaharu Taguchi · Shigeo Arai | 8:51,5 | WR     |

## Wyniki

### Eliminacje
Do finału zakwalifikowały się dwie najszybsze sztafety z każdego wyścigu oraz dwie reprezentacje zajęły trzecie miejsce i uzyskały najlepsze czasy.

#### Wyścig eliminacyjny 1
| Miejsce | Państwo  | Zawodnik                                                                           | Czas    | Uwagi |
| ------- | -------- | ---------------------------------------------------------------------------------- | ------- | ----- |
| 1.      | Francja  | René Cavalero Artem Nakache Christian Talli Jean Taris                             | 9:21,7  | Q     |
| 2.      | Kanada   | Munroe Bourne Bob Hamerton Robert Hooper Bob Pirie                                 | 9:40,0  | Q     |
| 3.      | Brazylia | Aluizio Lage Leônidas da Silva Manoel Villar Isaac Morais                          | 9:42,5  |       |
| 4.      | Filipiny | Jikirum Adjaluddin Arsad Alpad Nils Christiansen José Obial                        | 9:45,8  |       |
| 5.      | Bermudy  | Edmund Cooper Leonard Spence Dudley Spurling John Young                            | 10:50,5 |       |
| 6.      | Grecja   | Rikhardos Brousalis Spyridon Mavrogiorgos Panagiotis Provatopoulos Angelos Vlakhos | 10:51,0 |       |

#### Wyścig eliminacyjny 2
| Miejsce | Państwo           | Zawodnik                                                                | Czas     | Uwagi |
| ------- | ----------------- | ----------------------------------------------------------------------- | -------- | ----- |
| 1.      | Stany Zjednoczone | Ralph Gilman Charles Hutter Jack Medica Paul Wolf                       | 9:10,4   | Q     |
| 2.      | Węgry             | Oszkár Abay-Nemes Ferenc Csik Ödön Gróf Árpád Lengyel                   | 9:20,8   | Q     |
| 3.      | Wielka Brytania   | Mostyn Ffrench-Williams Romund Gabrielsen Bob Leivers Norman Wainwright | 9:30,8   | q     |
| 4.      | Dania             | Poul Petersen Jørgen Jørgensen Aage Hellstrøm John Christensen          | 9:39,6   |       |
| 5.      | Austria           | Herbert Hnatek Franz Seltenheim Edmund Pader Günther Zobernig           | 10:58,4  |       |
| 6.      | Luksemburg        | Norbert Franck Pierre Hastert Marcel Neumann Georges Tandel             | 10:59,8  |       |
| 7. !    | Polska            | Kazimierz Bocheński Helmut Barysz Joachim Karliczek Ilja Szrajbman      | 9:99,9 ! | DSQ   |

#### Wyścig eliminacyjny 3
| Miejsce | Państwo          | Zawodnik                                                         | Czas    | Uwagi |
| ------- | ---------------- | ---------------------------------------------------------------- | ------- | ----- |
| 1.      | Japonia          | Shigeo Arai Shigeo Sugiura Masanori Yusa Masaharu Taguchi        | 8:56,1  | Q,    |
| 2.      | III Rzesza       | Helmuth Fischer Hermann Heibel Wolfgang Heimlich Werner Plath    | 9:21,4  | Q     |
| 3.      | Szwecja          | Björn Borg Sten-Olof Bolldén Sven-Pelle Pettersson Gunnar Werner | 9:35,3  | q     |
| 4.      | Jugosławia       | Draško Vilfan Tone Gazzari Zmaj Defilipis Tone Cerer             | 9:40,3  |       |
| 5.      | Królestwo Egiptu | Higazi Said Ibrahim Fadl Mahmoud Kadri Saad El-Din Zaki          | 10:05,3 |       |

### Finał
| Miejsce | Państwo           | Zawodnik                                                                | Czas   | Uwagi |
| ------- | ----------------- | ----------------------------------------------------------------------- | ------ | ----- |
| 1. !    | Japonia           | Masanori Yusa Shigeo Sugiura Masaharu Taguchi Shigeo Arai               | 8:51,5 | WR    |
| 2. !    | Stany Zjednoczone | Ralph Flanagan John Macionis Paul Wolf Jack Medica                      | 9:03,0 |       |
| 3. !    | Węgry             | Árpád Lengyel Oszkár Abay-Nemes Ödön Gróf Ferenc Csik                   | 9:12,3 |       |
| 4.      | Francja           | Artem Nakache Christian Talli René Cavalero Jean Taris                  | 9:18,2 |       |
| 5.      | III Rzesza        | Werner Plath Wolfgang Heimlich Hermann Heibel Helmuth Fischer           | 9:19,0 |       |
| 6.      | Wielka Brytania   | Mostyn Ffrench-Williams Romund Gabrielsen Bob Leivers Norman Wainwright | 9:21,5 |       |
| 7.      | Kanada            | Munroe Bourne Bob Hamerton Robert Hooper Bob Pirie                      | 9:27,5 |       |
| 8.      | Szwecja           | Björn Borg Sten-Olof Bolldén Sven-Pelle Pettersson Gunnar Werner        | 9:37,5 |       |